# Île Taïmyr
Pour les articles homonymes, voir Taïmyr.
L’île Taïmyr (en russe : Остров Таймыр) est une île côtière de la Russie, située dans la mer de Kara. Sa longueur est de 33 km et sa largeur moyenne de 10 km. L'île Taïmyr est située près de l'embouchure du fleuve Taïmyr, dans une zone d'îles rocheuses submergées à marée haute, au large de la côte occidentale de la péninsule de Taïmyr. 
Le détroit qui sépare l'île Taïmyr de la côte de Sibérie s'appelle proliv Taïmyrski ; sa largeur moyenne est de 3 km. Les côtes de l'île Taïmyr et de certains des îles voisines, comme Nansena, Bonevi et Pilota Makhotkina, sont profondément découpées, avec de nombreuses criques. Les bras de mer entre cette île et les îles voisines forment un véritable labyrinthe. Sur le plan géologique, toutes ces îles côtières sont un prolongement de l'archipel Nordenskiöld, qui se trouve plus au nord.
La mer qui entoure l'île Taïmyr est recouverte de banquise avec quelques polynies pendant les long et rudes hivers et il y a beaucoup de glaces, même en été.
Sur le plan administratif, l'île Taïmyr est rattachée au kraï de Krasnoïarsk et fait partie de la réserve naturelle du Grand Arctique, la plus grande réserve naturelle de Russie et l'une des plus grandes du monde.
Les inquiétudes écologiques existent cependant, et elles sont liées aux activités nucléaires dans la mer de Kara.
En octobre 1900, pendant la dernière et fatidique expédition du baron Eduard von Toll, le point d'hivernage choisi pour le navire Zaria fut l'île Nablioudeny, où une station scientifique fut construite. C'est une petite île granitique située au sud-ouest de l'île Taïmyr, dans une baie que le baron von Toll nomma boukhta Koline Artchera (baie de Colin Archer), d'après le nom du chantier naval où le Zaria avait été construit.
Sur certaines cartes, l'île Taïmyr est nommée simplement Taïmyra. Cette île ne doit pas être confondue avec l'île Maly Taïmyr, située dans la mer des Laptev, au large des côtes du sud-est de terre du Nord.